# 徳大寺公清
徳大寺 公清（とくだいじ きんきよ）は、鎌倉時代後期から南北朝時代にかけての公卿。権中納言・徳大寺実孝の子。官位は従一位・内大臣。後野宮と号す。

## 経歴
以下、『公卿補任』、『尊卑分脈』、『園太暦』の内容に従って記述する。
- 正和5年（1316年）11月18日、叙爵。
- 文保2年（1318年）1月7日、従五位上に昇叙し、11日には正五位下に昇叙。
- 元亨元年（1321年）9月1日、左少将に任ぜられる[1]。
- 元亨2年（1322年）1月11日、従四位下に昇叙。同月17日には父・実孝が薨去した。
- 元亨3年（1323年）3月20日、中宮権亮を兼ねる。
- 元亨4年（1324年）1月5日、従四位上に昇叙され、13日には美作介を兼ねる。
- 正中2年（1325年）10月9日、左中将に任ぜられる。
- 正中3年（1326年）3月8日、右中将に遷る。後醍醐天皇中宮西園寺禧子の中宮権大夫となる。
- 嘉暦2年（1327年）1月5日、正四位下に昇叙され参議に任ぜられる。中将は元の如し。
- 暦3年（1328年）3月16日、近江権守を兼ねる。同年6月13日には権中納言に任ぜられ従三位に叙される。同年11月24日、帯剣を許される。
- 元徳2年（1330年）1月5日、正三位に昇叙。
- 元徳3年（1331年）3月18日、右衛門督を兼ねる。
- 正慶元年（1332年）5月20日、中宮権大夫を止める。同年9月10日には従二位に昇叙され、10月21日には権大納言に任ぜられる。
- 正慶2年／元弘3年（1333年）5月17日、後醍醐天皇の復位により詔が下され、正三位に戻され権中納言と中宮権大夫に戻される。7月12日、西園寺禧子が皇太后となるとそのまま皇太后権大夫となるも、同年に禧子皇太后の崩御に伴い10月12日、辞職した。
- 建武元年（1334年）1月5日、従二位に叙される。
- 建武3年／延元元年（1336年）11月14日、春宮権大夫を兼ねる。
- 建武4年／延元2年（1337年）、権大夫を止め、12月24日には正二位に昇叙。
- 暦応元年／延元3年（1338年）10月19日、権大納言に任ぜられる。
- 康永2年／興国4年（1343年）3月19日、右近衛大将を兼ね4月10日には大納言に転正し、5月1日には右馬寮御監となる。
- 貞和2年／興国7年（1346年）2月18日、内大臣に任ぜられる[2]。同年10月16日、右大将を辞した。
- 貞和3年／正平2年（1347年）1月、元日の節会で内弁を務め叙位執筆をおこなった。8月16日、内大臣を辞した。
- 延文元年／正平11年（1356年）12月25日、従一位に叙される。
- 延文5年／正平15年（1360年）6月8日、薨去[3]。

## 評定衆の公卿として
南北朝の争乱が始まり混乱が続いていた時期、父実孝が夭折したために若くして徳大寺家の当主となった。『師守記』貞和5年（1349年）5月1日には、前内大臣であった公清が権大納言兼春宮大夫の洞院実夏や中納言中御門宣明と共に評定衆に加えられている。

## 系譜
- 父：徳大寺実孝（1293-1322）
- 母：家女房
- 妻：洞院公賢の娘 - 法名正音
- 家女房：左衛門督局
  - 男子：徳大寺実時（1338-1404）
  - 女子：久我具通室